# Бонфоа
Бонфоа (фр. Bonnefoi) насеље је и општина у северној Француској у региону Доња Нормандија, у департману Орн која припада префектури Мортањ о Перш.
По подацима из 2011. године у општини је живело 176 становника, а густина насељености је износила 32,65 становника/km². Општина се простире на површини од 5,39 km². Налази се на средњој надморској висини од 300 метара (максималној 290 m, а минималној 217 m).

## Демографија
| 1962. | 1968. | 1975. | 1982. | 1990. | 1999. | 2011. |
| ----- | ----- | ----- | ----- | ----- | ----- | ----- |
| 143   | 142   | 115   | 102   | 117   | 131   | 176   |

График промене броја становника у току последњих година